# Saturday Night Fever (banda sonora)
Saturday Night Fever és l'àlbum de la banda sonora de la pel·lícula del mateix nom,  Saturday Night Fever o Febre del dissabte nit, dirigida per John Badham i produïda per Robert Stigwood l'any 1977.
Si bé no és pròpiament un disc dels Bee Gees, la contribució d'aquest grup hi és cabdal, ja que hi publiquen sis grans cançons: How Deep Is Your Love, Stayin' Alive, Night Fever, More Than a Woman, Jive Talkin i You Should Be Dancing, tot i que aquestes dues últimes ja havien estat publicades anteriorment a Main Course i Children Of The World respectivament. A més, Tavares hi publica la seva versió de More Than a Woman i Yvonne Ellimann, la seva de If I Can't Have You
Saturday Night Fever és la banda sonora més venuda de tots els temps.
Els germans Gibb van escriure i gravar llurs cançons a Le Château, Hérouville (França) entre el febrer i març de 1977 i a Criteria Recording Studios (Miami) a l'abril del mateix any.
Tavares i Yvonne Elliman van gravar les seves versions a mitjans de 1977 a The Mom and Pops Company Store a Studio City, prop de Los Angeles.
L'àlbum va ser publicat per RSO l'octubre de 1977 als EUA i el desembre del mateix any al Regne Unit.

## Banda original
| Núm. | Títol                                                                                 | Artista/Banda            | Durada |
| ---- | ------------------------------------------------------------------------------------- | ------------------------ | ------ |
| 1.   | «Stayin' Alive»                                                                       | Bee Gees                 | 4:45   |
| 2.   | «How Deep Is Your Love»                                                               | Bee Gees                 | 4:05   |
| 3.   | «Night Fever»                                                                         | Bee Gees                 | 3:33   |
| 4.   | «More Than a Woman»                                                                   | Bee Gees                 | 3:17   |
| 5.   | «If I Can't Have You»                                                                 | Yvonne Elliman           | 3:00   |
| 6.   | «Symphonie No 5» (de Beethoven)                                                       | Walter Murphy            | 3:03   |
| 7.   | «More Than a Woman»                                                                   | Tavares                  | 3:17   |
| 8.   | «Manhattan Skyline»                                                                   | David Shire              | 4:44   |
| 9.   | «Calypso Breakdown» (no apareix a la pel·lícula)                                      | Ralph MacDonald          | 7:50   |
| 10.  | «Night on Disco Mountain» (versió disco d'Una nit a la Muntanya Pelada de Mússorgski) | David Shire              | 5:12   |
| 11.  | «Open Sesame»                                                                         | Kool & the Gang          | 4:01   |
| 12.  | «Jive Talkin» (no apareix a la pel·lícula)                                            | Bee Gees                 | 3:43   |
| 13.  | «You Should Be Dancing»                                                               | Bee Gees                 | 4:14   |
| 14.  | «Boogie Shoes»                                                                        | KC and the Sunshine Band | 2:17   |
| 15.  | «Salsation»                                                                           | David Shire              | 3:50   |
| 16.  | «K-Jee»                                                                               | MFSB                     | 4:13   |
| 17.  | «Disco Inferno»                                                                       | The Trammps              | 10:51  |

## Instrumentació de les cançons de Bee Gees a l'àlbum
- Barry Gibb: guitarra i veu.
- Robin Gibb: veu.
- Maurice Gibb: baix i veu.
- Blue Weaver: teclats, sintetitzadors i piano.
- Alan Kendall: guitarra.
- Dennis Bryon: bateria.
- Joe Lala: percussió.
- The Boneroo Horns: trompetes i flautes.

## Producció de les cançons de Bee Gees a l'àlbum
Bee Gees, Albhy Galuten i Karl Richardson.

## Enginyers de les cançons de Bee Gees a l'àlbum
Karl Richardson i Michel Marie.

## Guardons
Premis
- 1979: Grammy a l'àlbum de l'any